# Sistema de referencia en reposo
En la teoría de la relatividad especial, el sistema de referencia en reposo (o también marco en reposo) de una partícula es el sistema de referencia (un sistema de coordenadas unido a marcadores físicos) en el que la partícula está en reposo.
El sistema de reposo de objetos compuestos (como un fluido o un sólido formado por muchos átomos en estado de vibración) se considera el sistema de referencia en el que la cantidad de movimiento promedio de las partículas que componen la sustancia es cero (las partículas pueden tener individualmente impulso, pero colectivamente no tienen impulso neto). El sistema de referencia en reposo de un contenedor de gas, por ejemplo, sería el marco en reposo del propio contenedor, en el que las moléculas de gas no están en reposo, pero no es más probable que viajen en una dirección que en otra. El marco en reposo de un río sería el marco de un barco sin motor, en el que la velocidad media del agua es cero. Este marco también se llama sistema del centro de masas o sistema de referencia del centro de momentos.
El marco del centro de momentos se destaca por ser el marco de referencia en el que la energía total (energía relativista total) de una partícula u objeto compuesto también es la masa invariante (multiplicada por el factor de escala de la velocidad de la luz al cuadrado). También es el marco de referencia en el que el objeto o sistema tienen energía total mínima.
Tanto en la relatividad especial como en la relatividad general es esencial especificar el marco en reposo de cualquier medición de tiempo, ya que el momento en que ocurrió un evento depende del marco en reposo del observador. Por esta razón, los tiempos de eventos astronómicos como supernovas generalmente se registran en términos de cuándo la luz del evento alcanzó la Tierra, ya que el tiempo real en que ocurrió el evento depende del marco en reposo elegido. Por ejemplo, en el sistema de referencia en reposo de un neutrino que viajase desde una supernova en la nebulosa del Cangrejo a la Tierra, la supernova se produjo en el siglo XI d. C., solo poco tiempo antes de que la luz llegara a la Tierra, pero en el marco en reposo de la Tierra el evento ocurrió unos 6300 años antes.